# Борзов, Андрей Александрович
Андрей Александрович Борзов (27 мая 1958, Ленинград) — советский футболист, вратарь.
Воспитанник ленинградской футбольной школы «Смена». В 1977—1979 — в составе «Зенита». За основу провёл только один матч — 14 октября 1978 против московского «Торпедо» (1:1), в эпизоде с пропущенным голом фактически забросил мяч себе в ворота, пытаясь отбить удар с углового. Впоследствии выступал во второй лиге за ижевский «Зенит» (1980—1983) и ленинградское «Динамо» (1984, 1986).